# Sauze (Alpes-Maritimes)
Sauze település Franciaországban, Alpes-Maritimes megyében. Lakosainak száma 69 fő (2022. január 1.). Sauze Castellet-lès-Sausses, Daluis, Guillaumes és Villeneuve-d’Entraunes községekkel határos.

## Népesség
A település népessége az elmúlt években az alábbi módon változott:
| Lakosok száma | 42   | 85   | 60   | 105  | 82   | 78   | 70   | 71   | 72   | 69   |
|               | 1968 | 1982 | 1990 | 2006 | 2013 | 2015 | 2017 | 2019 | 2020 | 2022 |